# Società segreta
Le società segrete sono organizzazioni che mantengono nascosti i nomi degli iscritti e l'attività da esse svolte; non sempre usano scopi vietati dalla legge, sebbene in alcuni paesi esistano norme che ne limitano o ne vietano le attività. In Italia la legge n. 17 del 1982 (adottata dopo la scoperta della loggia P2) considera illegali le società che segretamente svolgono determinate attività di interferenza nelle funzioni pubbliche.

## Caratteristiche
Storicamente, vi sono sempre stati diversi gruppi e associazioni che, per motivi diversi, hanno agito in segreto, talvolta all'oscuro dello Stato e delle sue leggi. I motivi di tale segretezza possono essere di ordine politico, economico, religioso o filosofico. Nel caso di uno scopo politico, può trattarsi del tentativo di sovvertire l'ordine costituito, ad esempio preparando una rivoluzione o compiendo atti di guerriglia o terrorismo o di resistenza ad un invasore. Benché il significato esatto di tali espressioni sia controverso, esso suggerisce un qualche livello di segretezza, come ad esempio mantenere riservata l'identità dei propri aderenti (talvolta anche ai membri stessi dell'organizzazione), fino a mantenere segreta l'esistenza stessa dell'associazione o i propri scopi all'esterno. La segretezza può comprendere ad esempio negare l'affiliazione, o procurare conseguenze negative a chi attenta al segreto, o ancora praticare riti o rituali che non è permesso osservare dall'esterno.
Per indicare gruppi di natura religiosa o filosofica che restringono ai propri membri la conoscenza di determinate verità o rituali per motivi esclusivamente dottrinali li si fa rientrare nella nozione generale di esoterismo; a volte viene applicato, in senso spregiativo, il termine setta a gruppi minoritari. L'ingresso in tali gruppi è spesso subordinato al compimento di determinate pratiche o riti complessi, come un'iniziazione.
Nel caso invece di gruppi con finalità scopertamente criminali (come Triade, Yakuza o Cosa nostra), si utilizzano più specificamente termini come criminalità organizzata o mafia, a seconda dell'estensione dell'organizzazione e della sua penetrazione sociale.

## Nel mondo
Le leggi di vari Stati (tra cui la Polonia e l'Italia) proibiscono le società segrete, tuttavia la definizione di cosa sia esattamente una società segreta può variare.

### Italia
La Costituzione italiana stabilisce il diritto all'associazionismo libero, mentre vieta le società segrete.
I cittadini hanno diritto di associarsi liberamente, senza autorizzazione, per fini che non sono vietati ai singoli dalla legge penale.
Sono proibite le associazioni segrete e quelle che perseguono, anche indirettamente, scopi politici mediante organizzazioni di carattere militare.»
Nell'art. 18 della costituzione italiana non viene però data una definizione di società segreta, il che ha determinato non pochi problemi di carattere giuridico. Ad esempio la massoneria è stata considerata per molto tempo una società segreta, tuttavia le sedi delle istituzioni massoniche sono regolarmente denunciate in questura e gli elenchi degli iscritti sono depositati presso le prefetture e sono quindi considerati "pubblici", per quanto la loro accessibilità sia limitata, principalmente a causa delle leggi sulla "privacy".
L'idea spesso diffusa in Italia di massoneria come "società segreta" nasce dal fatto che in effetti lo fu fino al Risorgimento, dato che operava segretamente per l'unità nazionale contro gli stati preunitari. Fu segreta anche durante il fascismo, durante il quale fu duramente repressa.
Nel 1982, a seguito delle vicende legate allo scandalo del rinvenimento delle liste della loggia P2, venne varata la legge 17 che fornisce all'articolo 18 una definizione:

## Alcune società segrete
- Acéphale, nome d'una rivista e piccola comunità iniziatica fondata in Francia nella prima metà del Novecento. Scopo di tale società, che sarebbe addirittura stata fondata sul sacrificio umano d'una vittima consenziente, la quale fu sia l'oggetto del sacrificato che il sacrificante, il boia, era la realizzazione d'una "congiura sacra". Tra i suoi membri: Georges Bataille, Pierre Klossowski, André Masson, Michel Leiris. Tale società è accennata anche nel testo di Maurice Blanchot dal titolo "La comunità inconfessabile".[4].
- Thug, adepti di una temuta setta religiosa indiana dedita all'omicidio rituale, combattuta nell'Ottocento dall'Impero britannico.
- Adelfi, sorta a Parigi forse nel 1799.
- Filadelfi, sorta in Francia alla fine del XVIII secolo e diffusa in età napoleonica anche in Svizzera e nell'Italia settentrionale (il nome fu ripreso dopo la Restaurazione del 1815 anche nel Regno delle Due Sicilie da società segrete nate autonomamente in Italia meridionale).
- Filomati,[5] società operante in tutto il mondo e costituitasi in Italia nel 1826, sciolta, poi ricostituitasi come associazione accademica nel 2003. È ad oggi l'unica associazione segreta rifondata e poi legalizzata.
- Sublimi maestri perfetti società segreta operante in Italia settentrionale nella prima metà del XIX ad opera di alcuni massoni che avevano dato origine in precedenza all'organizzazione detta Adelfia (o anche Filadelfia) e di elementi provenienti dalla Carboneria.
- Filikí Etería fu un'associazione segreta istituita a Vienna verso la fine del Settecento, e ricostituitasi nel 1814, il cui fine era la liberazione della Grecia dall'impero ottomano.
- Midewivin, sorta tra i Chippewa, Indiani dell'America settentrionale; uno dei rari esempi di tali istituzioni fra gli Amerindi.
- Carboneria, sorta in Italia ai primi dell'Ottocento.
- Onorata Società, sorta in Sicilia nell'Ottocento e in particolare a Palermo, come risposta popolare alla massoneria appena giuntavi, poi divenne meglio conosciuta come mafia o Cosa nostra; con lo stesso nome nell'Ottocento erano anche note la Camorra e la 'Ndrangheta.
- Calderari, sorta nel 1816.
- Cavalieri della libertà, sorta nel 1830.
- Associazione tedesca, detta anche talvolta Ordine tedesco (Deutscher Orden), società segreta antinapoleonica, ispirata a ricordi dell'Ordine teutonico e all'idea di un ordine maschile a orientamento nazionale, organizzata da 13 discepoli di Fichte, di cui ascoltarono i «celebri Discorsi alla nazione tedesca»[6], in Germania durante il romanticismo.[7]
- Giovine Italia, movimento insurrezionale fondato nel 1831 per conseguire la libertà, indipendenza e unità d'Italia.
- Al-Fatah, sorta nel 1911 (da cui l'odierno movimento politico Fatah prende il nome).
- Crna Ruka (Mano Nera), sorta in Serbia nel 1911[8][9] come parte del movimento nazionalista pan-slavo per l'unificazione delle popolazioni serbe.
- Al-'Ahd, gruppo clandestino per l'indipendenza dell'Iraq sorto nel 1913.
- Società Thule, sorta nel 1918 a Monaco di Baviera; costituì il nucleo originale del Partito nazista.
- P2, loggia massonica "coperta" appartenuta al Grande Oriente d'Italia.
- Mungiki, setta politico-religiosa e organizzazione criminale[10] messa al bando dal governo del Kenya, sorta negli anni ottanta del Novecento.
- Scamiciati, società segreta italiana del periodo risorgimentale
- Sacra Fratellanza, società segreta italiana del periodo risorgimentale
- Cavalieri dell'Apocalisse, società segreta sorta a Roma (Italia) alla fine del 1600.
- Delfica, società segreta sorta in Italia tra il XVIII e XIX secolo della nostra era.

## Società segrete di dubbia esistenza
- News Protected, associazione segreta fondata da Leonardo Da Vinci per permettere a tutti gli scienziati di proseguire le loro ricerche scientifiche.
- Beati Paoli, setta segreta di vendicatori-giustizieri che sarebbe sorta a Palermo.
- Illuminati, società segreta bavarese del XVIII secolo effettivamente esistita, il cui nome è però stato associato, generalmente a torto, a numerose società segrete di matrice occulta.
- Priorato di Sion, protagonista di un gran numero di opere di fantasia e teorie del complotto (una piccola associazione con questo nome fu effettivamente fondata in Francia nel 1956 da Pierre Plantard).
- Rosacroce, che si vuole nata nel 1407, di stampo occultista.
- Sinarchia, un ipotetico governo ombra delle teorie del complotto.
- Templari, dopo il loro ufficiale scioglimento nel 1314.
- Garduña, presunta società segreta di natura criminale che avrebbe operato in Spagna e nelle sue colonie americane dalla metà del XV secolo fino al XIX secolo.

## Il ruolo nelle teorie del complotto
Le società o fratellanze "occulte" sono un soggetto molto frequente delle teorie del complotto, che utilizzano tale termine anche per riferirsi a fratellanze come la massoneria o gli Skull and Bones che di norma non nascondono la propria esistenza o persino le liste dei propri aderenti, ma che vengono comunque sospettate di nascondere particolari credenze o perseguire programmi politici segreti.
La teoria del complotto sui massoni risale alla fine del Settecento. I massoni vennero accusati di aver organizzato la Rivoluzione francese e quella americana, gli omicidi di Jack lo Squartatore, il declino della religione e di aver dominato la politica del Partito Repubblicano degli Stati Uniti. Lo storico Georges Lefebvre, generalmente considerato una fonte autorevole sull'argomento, concede che i massoni ebbero un ruolo nell'organizzazione della rivoluzione nelle città, ma dice che non è chiaro quanto importante sia stato.
Le preoccupazioni circa un complotto massonico crebbero a tal punto, nei primi anni di vita degli Stati Uniti, da produrre la costituzione di un partito politico, il Partito Anti-Massonico. Gli Illuminati di Baviera, una società segreta tedesca nata in contrapposizione alla massoneria, figurano anch'essi nelle teorie del complotto dell'epoca. I Rosacroce e il Priorato di Sion sono a loro volta popolari soggetti di teorie della cospirazione.
Tutti i pontefici cattolici degli ultimi tre secoli sono stati oggetto di teorie del complotto. Alcuni credono che la massoneria venne condannata dalla Chiesa principalmente per la sua concezione secondo la quale tutte le religioni sarebbero uguali (relativismo religioso); questa visione è diametralmente opposta al credo di gran parte delle religioni, secondo le quali esiste una sola vera religione. Poiché vi sono oggi alcuni cattolici e protestanti che concordano con i principi massonici condannati dalla Chiesa, sono emerse nuove teorie sui massoni, come quella secondo la quale essi sarebbero degli adoratori del diavolo.
Altri sostengono invece che queste opinioni sulle origini della teoria del complotto sui massoni sono esse stesse una teoria del complotto.
D'altra parte è stato provato, sia dalla magistratura che dall'apposita Commissione Parlamentare, che la loggia massonica italiana P2 nata in seno al Grande Oriente d'Italia era in effetti un'organizzazione segreta che mirava a prendere il possesso delle leve del potere in Italia (v. il suo Piano di rinascita democratica). Alcuni rastafariani che hanno portato all'estremo il loro credo, sostengono che un patriarcato razzista bianco ("Babylon", in riferimento alla biblica Babilonia) controlla il mondo allo scopo di opprimere la razza nera. Essi credono che l'imperatore Hailé Selassié d'Etiopia non morì - come risulta - nel 1975, e che i media, controllati dai bianchi razzisti (ancora una volta "Babylon"), diffusero la voce della sua morte allo scopo di schiacciare il rastafarianismo e il suo messaggio volto a rovesciare Babylon.
Altri rastafari, comunque, credono nella pace e nell'unione, e interpretano Babylon come una metafora del "sistema" costituito che opprime le minoranze, come i neri e i poveri.
Le fratellanze universitarie più esclusive, come i Filomati o gli Skull and Bones dell'Università Yale, caratterizzate dal fatto che molti dei loro aderenti formano tra loro amicizie durature, protratte poi nel mondo della politica e degli affari, sono per questo sospettate di ordire complotti ed oggetto di popolari teorie del complotto negli Stati Uniti.